# Hiéroglyphe égyptien D5
Le hiéroglyphe égyptien D5 (œil fardé) est classifié dans la section D « Parties du corps humain » de la liste de Gardiner ; il y est noté D5.

## Représentation
Il représente un œil humain retouché au fard. 

## Utilisation
C'est un déterminatif des actions de l'œil ou de sa condition.
Il ne doit pas être confondu avec :
| D4 |

| D4 |

| D6 |

| D6 |

| D7 |

| D7 |

| D9 |

| D9 |

## Exemples de mots
| d · g | A | D5 |

| d · g | A | D5 |

| S · p | D5 |

| S · p | D5 |

| a · n | D5 · Y1 | A1 |

| a · n | D5 · Y1 | A1 |